# RPG-2
L'RPG-2 è un lanciagranate a reazione anticarro portatile prodotto in Unione Sovietica a partire dal 1947 ed è la prima arma di questo tipo ad avere riscosso successo.

## Sviluppo
All'inizio della seconda guerra mondiale le armi portatili anticarro sovietiche erano costituite unicamente da fucili anticarro e granate anticarro; l'SPG-82, un lanciagranate da 82 mm progettato a partire dal 1942, vide un impiego limitato a partire dal 1944; gli Stati Uniti inviarono in Unione Sovietica, a partire dalla fine del 1942, circa 8 500 bazooka.

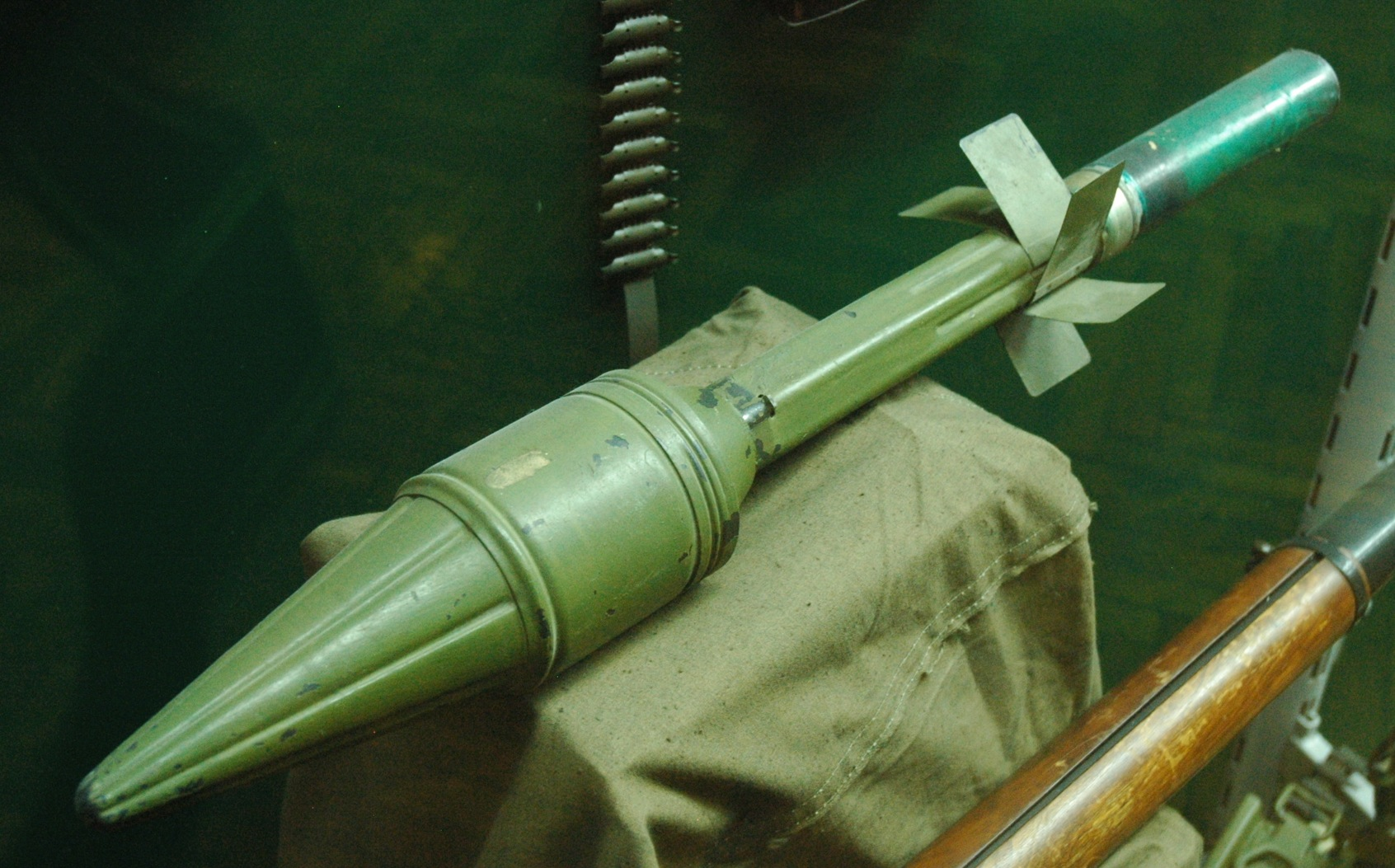
Granata PG-2

Dall'esperienza accumulata con i bazooka e soprattutto dagli studi svolti sui Panzerfaust tedeschi catturati, nel 1944 venne prodotto l'RPG-1, un lanciagranate anticarro da 30 mm e granata da 70 mm con capacità di perforazione di 150 mm il cui perfezionamento non venne ultimato entro la fine della guerra. Nel 1947, parallelamente alle azioni di miglioramento dell'RPG-1, venne avviato lo sviluppo dell'RPG-2, un nuovo lanciagranate da 40 mm con testata cava di 82 mm e capace di penetrare 180 mm di acciaio. Viste le migliori caratteristiche offerte a fronte di un aumento dello spessore delle corazze dei carri armati prodotti sul finire della guerra, questo nuovo modello venne preferito all'RPG-1, le cui modifiche vennero annullate, e nel 1949 iniziò ad essere distribuito nella Sovetskaja Armija.
Nel 1961 venne avviato lo sviluppo dell'RPG-7 per fare fronte a un aumento dello spessore delle corazze contro cui l'RPG-2 iniziava ad essere inefficace, rimanendo tuttavia in servizio per diversi anni grazie alla sua semplicità, affidabilità, maneggevolezza ed efficacia contro veicoli leggermente blindati ed edifici.

## Caratteristiche
L'RPG-2 è un lanciagranate riutilizzabile costituito da un tubo in acciaio del calibro di 40 mm rivestito di legno nella parte centrale per proteggere l'operatore dal calore sprigionato dalla granata e su cui è installato un mirino di ferro che consente di mirare fino a 150 m.
È possibile sparare un solo tipo di granata, la PG-2 da 82 mm a carica cava, il cui peso è di 1,84 kg di cui 0,22 kg di propellente e la cui velocità alla volata è di 85 m/s. Sulla parte posteriore della granata sono installate 6 alette stabilizzatrici che si aprono quando lasciano la canna.

## Varianti

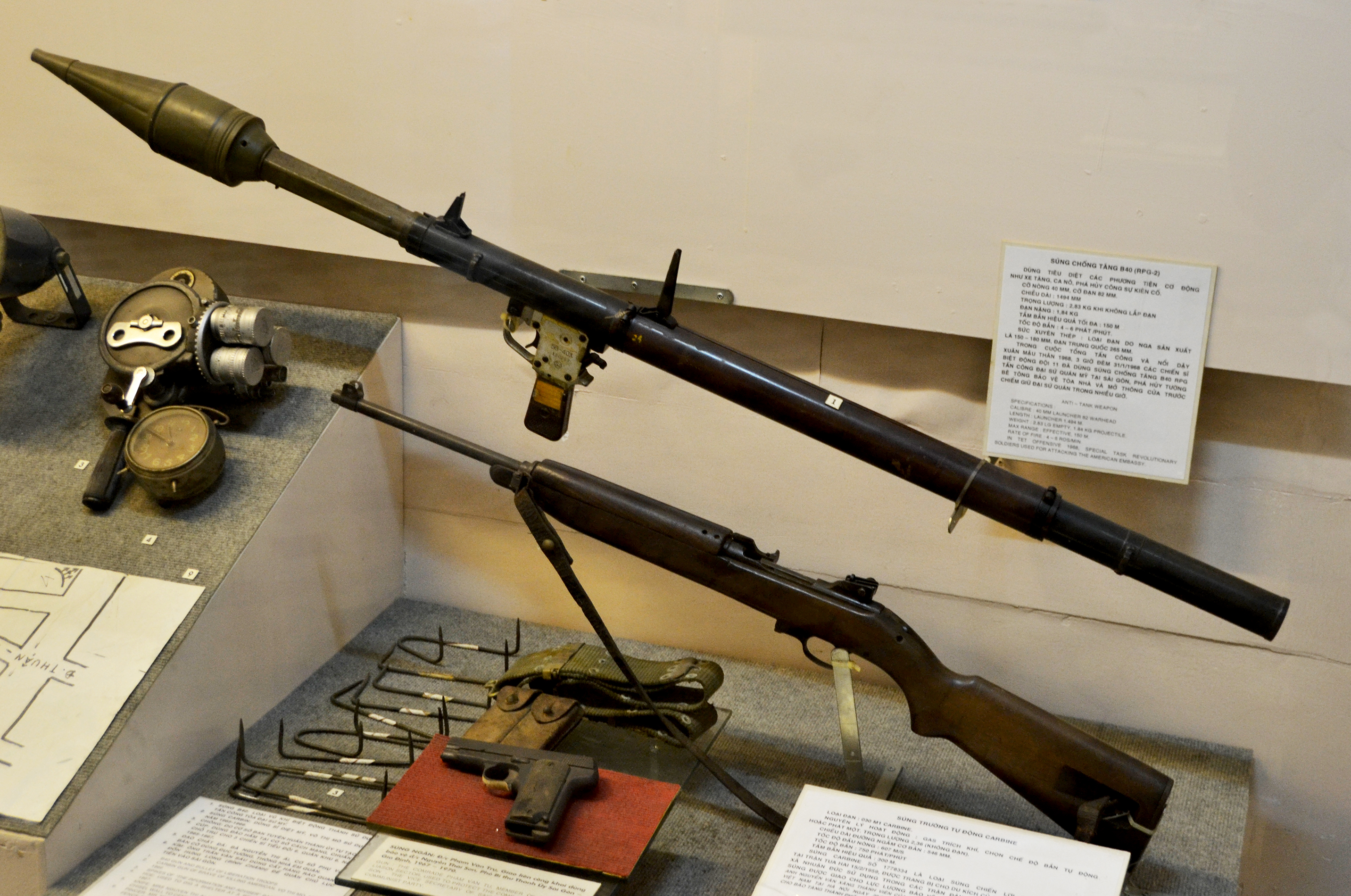
Nordvietnamita B-40

- RPG-2N: versione dotata di un mirino notturno NSP-2[5]
- Type 56: clone cinese[6]
- B-40: clone nordvietnamita con canna accorciata di 50 mm[3]
- B-50: clone nordvietnamita con canna di calibro 50 mm[6]
- M57: versione prodotta su licenza in Jugoslavia[6]
- lanciarazzi al-Yasin: lanciarazzi di produzione artigianale prodotto in Palestina basandosi sull'RPG-2[4]

## Utilizzatori

### Utilizzatori attuali
- Corea del Nord
- Siria

### Utilizzatori passati[7]
- Albania
- Angola
- Benin
- Birmania
- Cambogia
- Cecoslovacchia
- Cina
- Egitto
- Georgia
- Guinea
- Laos
- Lesotho[8]
- Libia
- Macedonia del Nord
- Messico
- Mongolia
- Mozambico
- Polonia

- RD del Congo

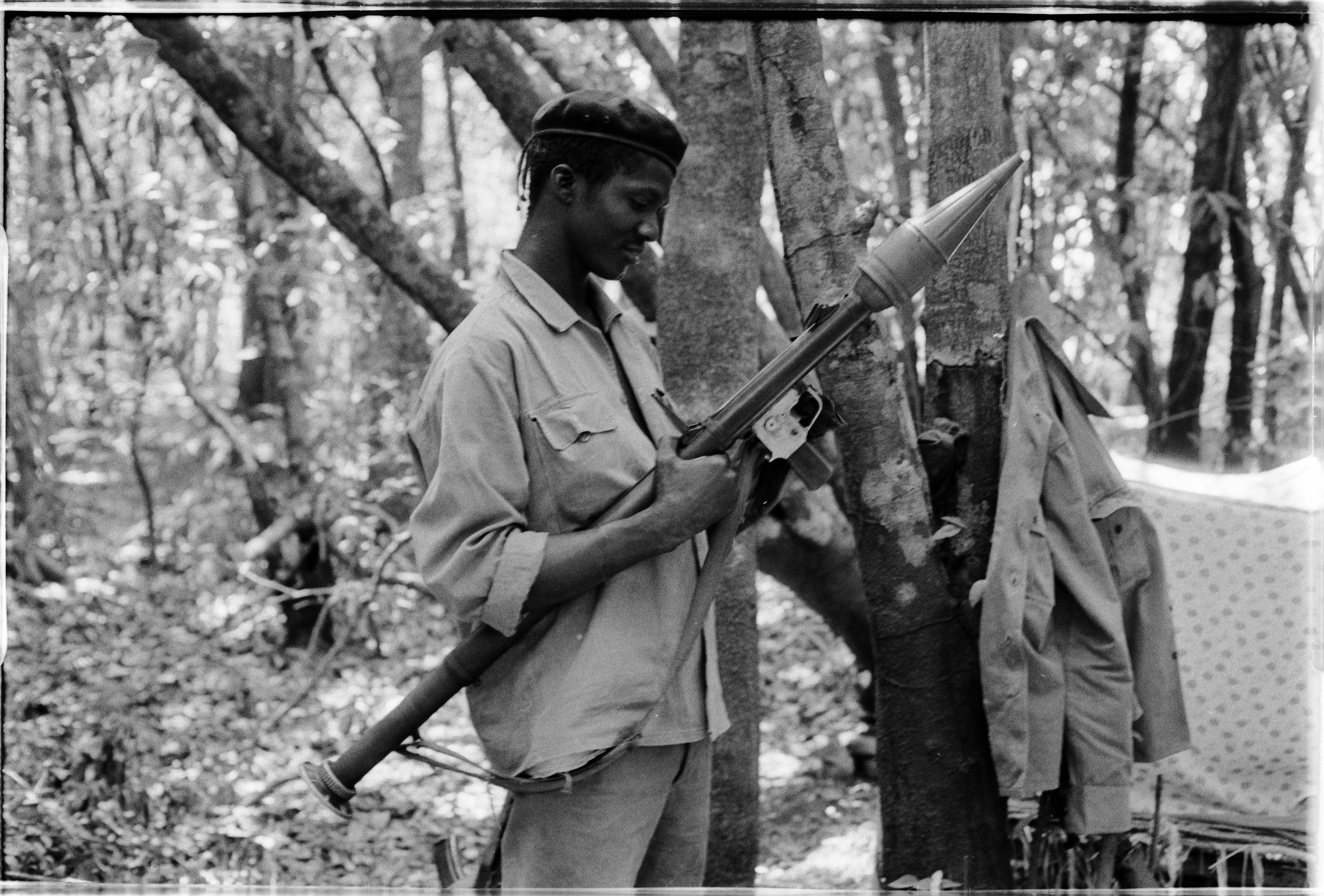
Soldato del Partito Africano per l'Indipendenza della Guinea e di Capo Verde con un RPG-2 nel 1974

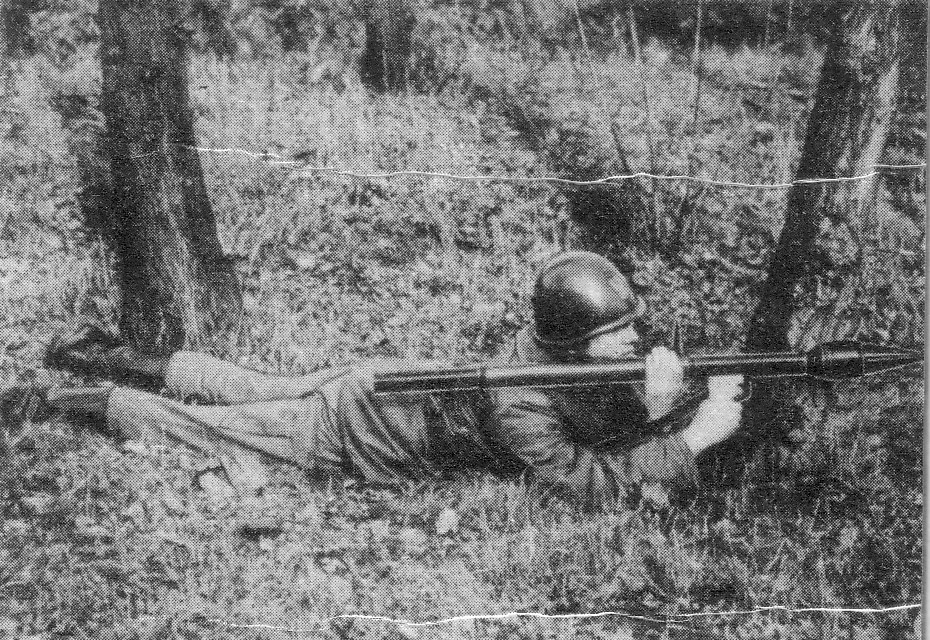
Soldato polacco con RPG-2

- Repubblica Democratica Tedesca[3]
- Romania
- Slovacchia
- Somalia
- Thailandia
- Ucraina
- Ungheria
- Unione Sovietica
- Vietnam